# Дряноцветни
Дряноцветните (Cornales) са разред покритосеменни растения, част от основната група астериди в системата APG II.

## Класификация
Разред Дряноцветни
- Семейство Cornaceae – Дрянови
- Семейство Curtisiaceae
- Семейство Grubbiaceae
- Семейство Hydrangeaceae
- Семейство Hydrostachyaceae
- Семейство Loasaceae
- Семейство Nyssaceae